# SN 1990U
SN 1990U是一颗位于NGC 7479的超新星。它是一颗Ib型超新星。